# Michalina Kwaśniewska
Michalina Kwaśniewska (ur. 22 października 1991 w Iławie) – polska lekkoatletka specjalizująca się w skoku wzwyż. Medalistka mistrzostw Polski.

## Kariera
Dwukrotna uczestniczka mistrzostw świata juniorów – w 2008 odpadła w eliminacjach (20. pozycja), a 2 lata później awansowała do finału, w którym uplasowała się na 12. miejscu. W 2013 roku odpadła w eliminacjach młodzieżowych mistrzostw Europy (7. rezultat w grupie B, 15. ogółem).
Mistrzyni Polski seniorek z 2018. Halowa wicemistrzyni kraju z 2019. Brązowa medalistka Halowych Mistrzostw Polski Seniorów w Lekkoatletyce 2016 – podczas zawodów tych ustanowiła swój aktualny rekord życiowy – 1,88 m (6 marca 2016, Toruń).
Wielokrotna medalistka mistrzostw Polski (zarówno na stadionie, jak i w hali) w kategoriach juniorskich (junior, junior młodszy, młodzieżowiec), jak i Ogólnopolskiej Olimpiady Młodzieży.

## Osiągnięcia
| Rok  | Impreza                        | Miejsce   | Konkurencja | Lokata                   | Wynik |
| ---- | ------------------------------ | --------- | ----------- | ------------------------ | ----- |
| 2008 | Mistrzostwa świata juniorów    | Bydgoszcz | skok wzwyż  | eliminacje – 20. miejsce | 1,74  |
| 2010 | Mistrzostwa świata juniorów    | Moncton   | skok wzwyż  | 12. miejsce              | 1,73  |
| 2013 | Młodzieżowe mistrzostwa Europy | Tampere   | skok wzwyż  | eliminacje – 15. miejsce | 1,82  |